# توماس موریس
توماس موریس (به انگلیسی: Thomas Morris) سناتور سابق عضو حزب دموکرات ایالات متحده آمریکا بود. وی در سال ۱۸۳۳ تا ۱۸۳۹ میلادی سناتور ایالت اوهایو در سنای ایالات متحده آمریکا بود.